# Victor-Henry Christophe
Henri II (roi d'Haïti)
Pour les articles homonymes, voir Henry.
Titres
Prétendant au trône d'Haïti
8 – 18 octobre 1820
(10 jours)
Prince héritier d'Haïti
28 mars 1811 – 8 octobre 1820
(9 ans, 6 mois et 10 jours)
Victor-Henry Christophe (né le 3 mars 1804 à Cap-Français – mort le 18 octobre 1820 à Milot) est le fils d'Henri Christophe, premier roi d'Haïti, et de la reine Marie-Louise. En qualité d'héritier du trône d'Haïti, il fut prince royal de 1811 à 1820. Il meurt lors de la révolution nordiste de 1820 après avoir brièvement succédé à son père sous le nom d'Henri II. 

## Biographie
Son père devint président de la République d'Haïti en 1807, puis se proclama roi d'Haïti le 26 mars 1811.
Le prince Victor avait trois grands frères qui moururent avant la proclamation du royaume. Ainsi, il devint héritier du trône et on lui conféra le titre de prince royal d'Haïti avec prédicat d'altesse royale.
À la suite de la mort de son père, le 8 octobre 1820, le prince Victor aurait été proclamé roi sous le nom d'Henri II. Il dirigea donc le parti royaliste d'Haïti jusqu'à la chute définitive de la monarchie. Le pays était en pleine turbulence révolutionnaire et à peine une dizaine de jours après son intronisation, le 18 octobre 1820, Henri II fut tué par les insurgés haïtiens dans le Palais Sans Souci construit par son père. La royauté haïtienne prend aussitôt fin.
Le neveu du prince Victor-Henry, Nord Alexis, prendra la tête des royalistes lorsqu'il deviendra président à vie d'Haïti en 1902. Celui-ci tentera de restaurer la monarchie en devenant roi, mais il fut renversé avant sa proclamation officielle en 1908.

## Sources
1. ↑  History of Cap-Haïtien
2. ↑  Monfried, Walter, "The Slave Who Became King: Henri Christophe", Negro Digest, Volume XII, Number 12, October, 1963.
3. ↑  Gauvin Alexander Bailey, The Palace of Sans-Souci in Milot, Haiti (ca. 1806 - 1813): The Untold Story of the Potsdam of the Rainforest (Munich and Berlin, Deutscher Kunstverlag, 2017)
4. ↑  "The Black Hitler", Pittsburgh Post-Gazette, 26 August 1942